# 睡眠惯性
睡眠惯性，又称睡眠惰性或睡眠宿醉，是一种个体在睡醒后经历的认知和感觉运动功能受损的生理状态。在睡眠与清醒的过渡阶段，患者会感到困倦、迷失方向以及运动灵活性下降等。睡眠惯性的影响可持续数小时，但多数情况下，在早上醒来后的15至30分钟内较为明显。
睡眠惯性损害决策能力和执行安全关键任务的能力，并会降低人们在睡醒后立即投入工作的效率。在需要快速反应的职业中，睡眠惯性造成的认知和运动功能障碍可能构成职业危害。

## 症状
睡眠惯性的症状包括：
- “昏昏沉沉”：表现为一种困倦或迷失方向的状态，期间个体的感官敏锐度和心理处理能力受到抑制。[5]
- 运动灵活性受损和认知能力下降：这些功能障碍可能导致反应时间延长和注意力涣散。[5]
- 空间记忆障碍[6]
- 主观疲勞感增强

这些症状在醒来后的15至60分钟内最为明显，并可能持续数小时，随后会随着清醒时间的延长而逐渐消退。症状的持续时间因具体情况而异。与简单的运动任务相比，更复杂的认知任务受睡眠惯性的影响更大；与单纯追求速度相比，睡眠惯性对感觉和运动功能的准确性的影响更为显著。为了量化与睡眠惰性相关的认知和运动功能障碍，可以使用一系列测试，包括精神运动警觉任务、递减减法任务（DST）、听觉反应时间任务和手指敲击任务。 

## 原因
睡眠惯性的成因包括：
- 研究表明，在慢波睡眠（SWS，即第3阶段睡眠）中突然醒来，相较于在睡眠阶段1、2或快速眼动（REM）睡眠期间醒来，会引发程度更深的睡眠惯性。[7]
- 先前存在的睡眠不足会延长慢波睡眠时长。因此，睡眠不足者更有可能经历睡眠惯性。[5][7]
- 腺苷在大脑中的浓度会随着睡眠不足而逐渐升高，并在睡眠期间恢复正常。当睡眠不足的人醒来时，高浓度的腺苷与大脑中的受体结合，导致神经活动减缓，进而产生疲劳感。[9]
- 研究表明，人体在刚醒来时，大脑血流量通常不足。脑血流量（CBF）和脑血流速度（CBFV）通常需要最多30分钟才能提升至清醒时的水平。[7]借助先进的影像学技术，研究人员发现脑干和丘脑的脑血流量会率先恢复至清醒水平。随后，约15分钟后，大脑前额皮层区域才会获得正常的日间血流。这15分钟的时间间隔与睡眠惯性的持续时间相吻合。[需要引用]
- 此外，研究显示，夜间饮用酒精饮品也可能导致醒后产生身体不适，俗称宿醉。[10] [11]

## 应对及缓解策略
针对缓解睡眠惯性影响的潜在方法，研究人员已进行了广泛研究。对于医疗专业人员、紧急救援人员或军事人员等需长时间轮班的工作者而言，睡眠惯性可能造成的职业危害推动了寻找应对措施的需求。这些专业人员需要即时响应突发状况，而睡眠惯性引发的运动和认知功能障碍可能会给其工作场所带来安全隐患。以下是一些对抗睡眠惯性的建议方法。

### 小睡
对于睡眠不足的人而言，短暂的睡眠或许是缓解身心疲劳的有效途径，然而也可能诱发睡眠惯性。为尽量减少睡眠惯性，应避免在慢波睡眠等较深睡眠阶段醒来。慢波睡眠通常发生在入睡后约30分钟，因此小睡时长应控制在30分钟以内，以避免在慢波睡眠中醒来，从而加剧睡眠惯性。此外，研究表明，与强制唤醒相比，短时小睡后的自然醒似乎更有助于减轻睡眠惯性带来的迷失感，但这些结论仍有待更多研究来证实睡眠阶段结束后自然唤醒的特性。

### 咖啡因
咖啡因是一种黄嘌呤类衍生物，能够穿过血脑屏障，亦是最为普及的兴奋剂。它广泛存在于多种食物和饮品中，如茶、咖啡、软饮料和巧克力，并具有一定的治疗效用。咖啡或茶中的咖啡因主要通过阻滞大脑中的腺苷受体发挥兴奋作用。通过拮抗腺苷受体，咖啡因能够限制腺苷在大脑中的累积效应，进而提升警觉性和注意力。此前的研究已证实，结合短暂小睡，在小睡前摄入咖啡因有助于减轻睡眠惯性的影响。尽管如此，个体咖啡因摄入量以及对咖啡因的耐受性差异可能会导致其减轻睡眠惯性症状的效果有所不同。

### 光照
日出时的自然光照可能有助于减轻睡眠惯性效应。模拟黎明时逐渐增强光线的研究表明，此方法可以增强皮质醇觉醒反应(CAR)。CAR 指的是醒来后血液中皮质醇水平的峰值，它与恢复警觉状态下的认知功能相关。

### 其他
此外，其他一些干预措施也可能有助于最大限度地减少睡眠惯性的影响，包括声音和温度刺激。有初步证据表明，轻微的声音以及四肢温度的快速降低，可能在一定程度上独立缓解睡眠惯性症状。声音，特别是音乐，被认为能够提升注意力和减轻醒后的主观困倦感。四肢温度的降低则有助于防止醒来时身体热量流失，并促进核心体温恢复至日间稳态水平。